# Осташев, Евгений Ильич
Евгений Ильич Осташев (22 марта 1924, с. Малое Васильево — 24 октября 1960, Байконур) — испытатель ракетно-космической техники, участник запуска первого искусственного спутника Земли, начальник 1-го управления полигона НИИП-5 Министерства обороны СССР, лауреат Ленинской премии, кандидат технических наук, инженер-подполковник.

## Биография
Евгений Осташев родился 22 марта 1924 года в деревне Малое Васильево (Ногинский район, Московская область, СССР). Мать — Осташева Серафима Васильевна (в девичестве Гирусова), 19 июля 1888 года рождения. Отец — Осташев Илья Васильевич, 17 июля 1881 года рождения.
В школьные годы вместе с младшим братом Аркадием под руководством журнала «Знание — сила» соорудили телескоп с 10-кратным увеличением с необходимой станиной и механизмом вращениея в двух плоскостях, линзы для окуляра и объектива выслала редакция журнала бесплатно. В него братья наблюдали Луну, мечтали о полётах на планеты Солнечной системы.
В 1941 году Евгений Осташев поступил в Московский авиационный институт, эвакуироваться вместе с институтом в Алма-Ату отказался. Устроился токарем на один из московских заводов.
В армию был призван летом 1942 года, став курсантом Ленинградского артиллерийского училища. Выпущен через полгода учёбы в звании младшего лейтенанта, направлен на Сталинградский фронт командиром взвода связи в миномётной роте.
Воевал в составе подразделения входившего в 1-го Украинского фронта под командованием В. И. Чуйкова. Командиром миномётного взвода участвовал в Корсунь-Шевченковской операции, в боях на Днестре, под Витебском в составе 1-го Белорусского фронта. В операции по взятию Берлина принимал участие в качестве командира миномётной роты. По окончании войны остался в оккупационных войсках в Германии.
В 1949 году Осташев поступил на 6-й факультет Артиллерийской академии имени Ф. Э. Дзержинского по специальности «ракетное вооружение». Весной 1955 года окончил его с отличием, от предложения остаться в адъюнктуре отказался. Был назначен заместителем начальника отдела комплексных испытаний ракет Р-7 (11-й отдел) на полигон НИИП-5.
Прошёл стажировку на предприятиях промышленности и 4-м ГЦП, на НИИП-5 прибыл подготовленным специалистом. В 11-м отделе руководил отделением по испытаниям системы управления, автоматику ракеты знал не хуже разработчиков из ОКБ-1 и НИИ-885. Начиная с запуска первого спутника, стал «стреляющим»  от военных испытателей полигона.
В марте 1960 года Осташев был назначен первым начальником сформированного 1-го управления НИИП-5 (войсковая часть 44275) для испытаний и эксплуатации ракет Р-7, Р-7А, Р-9 на низкокипящих компонентах топлива.

### Гибель

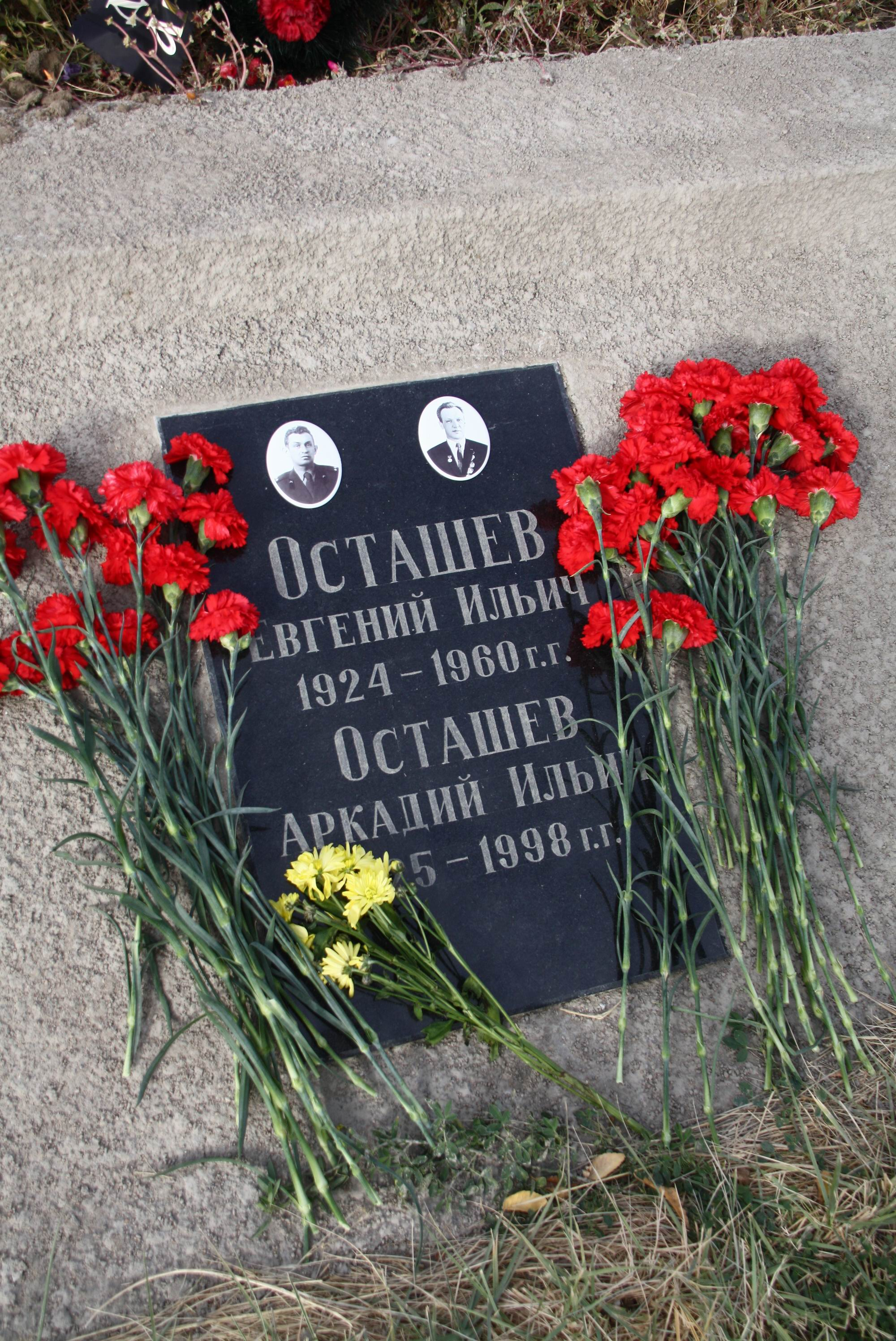
Надгробная плита могилы братьев Осташевых (Байконур, Солдатский парк)

Евгений Ильич Осташев погиб 24 октября 1960 года на Байконуре при взрыве межконтинентальной баллистической ракеты Р-16 во время подготовки ракеты к испытательному пуску на 41-й площадке полигона. Испытаниями Р-16 занималось 2-е управление НИИП-5, а Осташев в сложившейся в связи с неисправностью на ракете ситуации пытался оказать помощь своим коллегам. Всего погибло 78 человек. Инцидент был строго засекречен, официально было объявлено о гибели только Главного маршала артиллерии М. И. Неделина в результате авиакатастрофы. Только в 1995 году материалы о трагедии были обнародованы.

...За 10 дней до гибели Евгения я был у начальника полигона, командира НИИП-5 Константина Васильевича Герчика. Он сообщил мне, что пришёл приказ о досрочном присвоении Евгению очередного звания «полковник». Решено сообщить ему об этом на торжественном собрании в честь 7 ноября. А до этого Евгению объявили, что он назначен заместителем начальника НИИП-5 по ОИР вместо А. И. Носова, отбывающего на службу в Москву...— Из воспоминаний младшего брата Аркадия Осташева (РГАНТД. Ф. 33 оп. 1 д. 338)
Е. И. Осташев был похоронен в городе Байконур — в братской могиле жертв взрыва межконтинентальной баллистической ракеты Р-16 в Солдатском парке.
В декабре 1998 года прах Аркадия Осташева по его личному завещанию был захоронен в той же братской могиле вместе с братом Е. И. Осташевым.

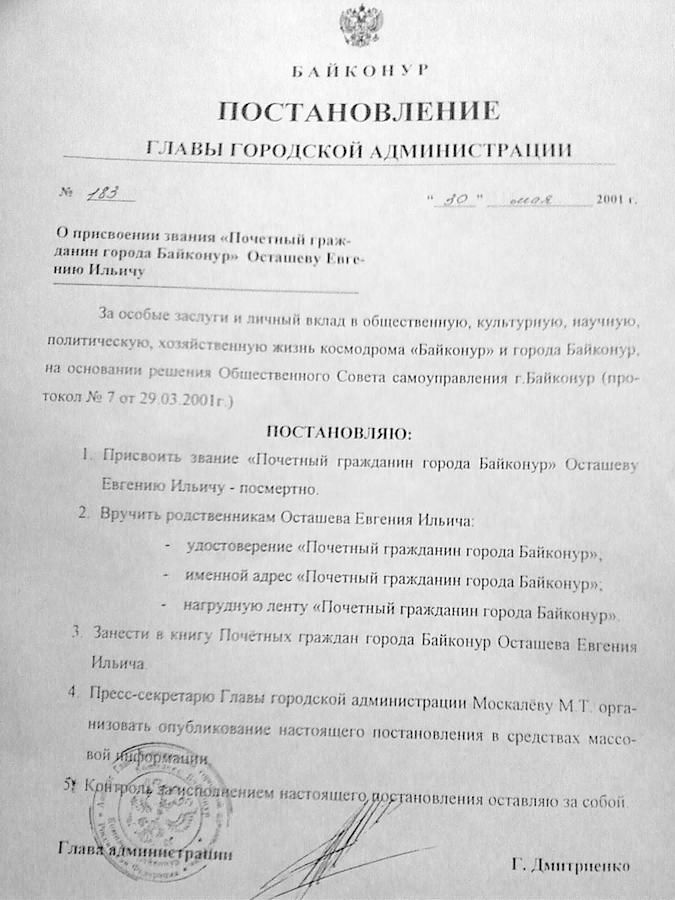
Постановление о присвоении звания «Почётный гражданин города Байконур»

## Награды
Евгений Ильич Осташев награждён:
- орденом «Отечественной войны» 2 степени;
- орденом «Отечественной войны» 1 степени;
- орденом «Красной звезды»;
- медалью «За победу над Германией в Великой Отечественной войне 1941—1945 гг.»;
- медалью «За боевые заслуги»;
- медалью «За взятие Берлина»;
- медалью «За освобождение Варшавы»;
- За подготовку и запуск первого искусственного спутника Земли Е. И. Осташеву присуждена Ленинская премия.
- Другими медалями.
- Посмертно награждён «Орденом Мужества».

## Увековечивание памяти

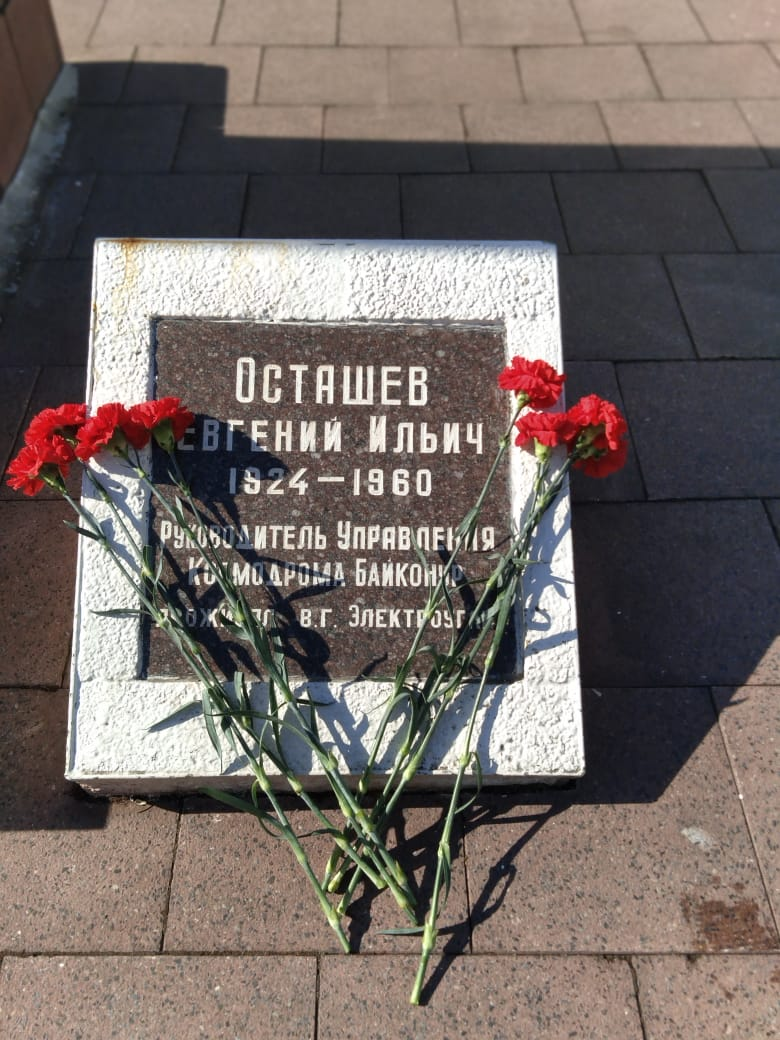
Памятная доска в городском парке г. Электроугли

Имя Осташева носит одна из улиц города Байконур.
В музее на площадке № 2 космодрома Байконур организована экспозиция, посвящённая Е. И. Осташеву.
Постановлением Главы городской администрации г. Байконур № 183 от 30 мая 2001 года Е. И. Осташеву присвоено звание «Почётный гражданин города Байконур».
В г. Электроугли Ногинского района Московской области в краеведческом музее есть стенд, посвященный братьям Осташевым. На доме № 17 в деревне Малое Васильево, где жили в детстве братья Осташевы, установлена мемориальная доска.
В городском парке города Электроугли установлена памятная плита руководителю Управления космодрома Байконур — Осташеву Е. И.
В музее РВСН, находящемся в подмосковной Власихе, размещены экспозиции посвящённые Е. И. Осташеву в разделах о второй мировой войне и развитие космической отрасли страны.
В сборнике стихов «Ключ на старт» ветеранов комплекса Байконур (составитель Посысаев Б. И.) братьям Осташевым посвящены стихи Ольги Алексеевой.